# India Sardjoe
India Sardjoe (Den Haag, 19 mei 2006) is een Nederlands breakdancer. India is in de Breaking scene bekend onder de artiestennaam B-Girl India. Ze werd in 2022 Europees kampioen, in november 2022 werd ze op 16-jarige leeftijd de jongste Breaking Wereldkampioen ooit. In 2023 een gouden medaille bij de Europese Spelen.

## Carrière
Sardjoe werd in 2006 geboren in Den Haag. Haar vader is Surinaams-Hindostaans, terwijl haar moeder van half Indiase en half Nederlandse afkomst is. Sardjoe traint bij de breakdance-crew Heavy Hitters in Den Haag en bij de breakdance-crew Hustlekidz in Rotterdam. Ze nam in oktober 2022 deel aan de wereldkampioenschappen van de WDSF in Seoel. In november dat jaar werd ze in Manchester Europees kampioen door de Italiaanse Antilai Sandrini in de finale te verslaan en won ze de Red Bull BC One in New York ten koste van de Amerikaanse Logan Edra. In 2023 won ze de gouden medaille bij de Europese Spelen in Krakau, waarmee ze zich plaatste voor de Olympische Spelen het jaar daarop in Parijs.Op 9 augustus 2024 nam India deel aan de Breaking discipline op de Olympische Spelen, maar greep net naast de bronzen medaille. Ze eindigde als 4e op de lijst.